# Tragopa albimacula
Tragopa albimacula är en insektsart som beskrevs av Ernst Friedrich Germar. Tragopa albimacula ingår i släktet Tragopa och familjen hornstritar. Inga underarter finns listade i Catalogue of Life.